# Langbjerg Skov
Langbjerg Skov (dansk) eller Langenberger Forst (tysk) er en cirka 1000 ha stor skov beliggende syd for Læk i Sydslesvig, Slesvig-Holsten i det nordlige Tyskland. Skoven afgrænses mod vest af Klintum og Enge-Sande og mod øst af Stadum. Skoven blev i 1900-tallet anlagt på Klintum Hede med dens næringsfattig sandjord under ledelse af Carl Emeis. Formålet var ikke kun at øge skovarealet i Sydslesvig og at få gavntræ, men også at sætte en barriere op for  sandflugten.
Langbjerg Skov har udviklet sig til en typisk blandingsskov med både nåle- og løvtræer med både eg, bøg, gran og lærk og med et udviklet stinet. Inde i skoven findes en række forbundne fiskedamme. Arealet ligger på gesten og er moderat kuperet. Den er imidlertid det største sammenhængende skovområde i Nordfrislands kreds og Sydslesvig. Den højeste punkt i Langbjerg er med 45 meter over havet bakken Randselbjerg  (også Værkshøj, på ældre dansk Vexhøi, på tysk Rantzauhöhe, Warkshöhe el. Werkshug). Det siges, at der, hvor den gamle vej fra Læk til Soholm og Soholm Å skærer Langbjerg kaldes det Randselbjerg. I en anden høj på Langbjerget fandtes for flere år siden en sten med en indskrift, måske runer. I Langbjerg mellem Stadum og Klintum findes ofte i ringe dybde mineralier og forstenede søprodukter (fossil). I middelalderen, da Bøking og Viding endnu var øer, gik kystlinjen ved gestranden umiddelbart vest for Langbjerg og landsbyen Klintum. Mellem Læk und Enge Hede skæres Langbjerget af den vestlige Hærvej. Åsen skiller historisk dansk og nordfrisisk bosættelsesområde fra hinanden (danskerne boede på gesten, friserne på øerne/marsken).
Tæt ved Randselbjerg ved den vestlige hærvej lå tidligere en hærvejskro (Randselbjerg Kro, Rugeransel el. Petersborg). Folkesagnet kunne berette om krogens kjelde (brønd), som skulle være så dybt, at man kunde se stjernene spejle sig i vandet midt om dagen. 